# Wolfgang Rohde
Wolfgang Michael Rohde, apodado "Wölli" (Kiel, 9 de enero de 1950-Düsseldorf, 25 de abril de 2016), fue un músico alemán. Entre 1986 y 1998 fue el baterista de la banda de punk-rock Die Toten Hosen.

## Biografía
Hijo de una familia de funcionarios, Rohde creció en Kiel con sus dos hermanos y recibió formación como electricista. En 1968, año en el cual se debía incorporar a filas en la Bundeswehr, se mudó a Berlín (porque allí no había servicio militar obligatorio), donde conoció, entre otros, a Rio Reiser. El propio Rohde no empezó a hacer música hasta bien entrada la veintena. En los años 70 trabajó en Londres en diferentes estudios de grabación, donde hizo mezclas, sobre todo para grupos de música reggae.
Cuando los Toten Hosen le ofrecieron sustituir a Jakob Keusen como batería, Rohde vivía de nuevo en Berlín; en aquel entonces, ya había trabajado en el estudio con bandas como Abwärts y Einstürzende Neubauten, y tocaba en Die Suurbiers. En 1986 se trasladó a Düsseldorf y se incorporó a Die Toten Hosen. A finales de la década de 1990, varias lesiones en la columna vertebral le hacían cada vez más difícil permanecer sentado tocando durante un concierto entero, así que acabó siendo sustituido por Vom Ritchie, quien solía viajar con el grupo como roadie.
En mayo de 2000 Rohde tuvo un accidente automovilístico que casi le cuesta la vida y que le obligó a abandonar la batería. En noviembre de 2001 fundó el festival para bandas noveles Rock am Turm, que se celebra anualmente en Meerbusch, y en diciembre de 2007 lanzó un sencillo con su nueva banda Die Goldene Zeiten Orchestra, en la que ejerce de compositor y cantante.
"Wölli" siguió manteniendo contacto con los Toten Hosen, con quienes en ocasiones actuó como invitado. Por ejemplo, en el Rock am Ring de 2004 tocó con ellos los temas Bis zum bitteren Ende y Opel-Gang; ese mismo año, los Hosen actuaron en el Rock am Turm bajo el pseudónimo de "Die Jungs von der Opel-Gang".
Rohde falleció de cáncer de riñón el 25 de abril de 2016. Era padre de dos hijos.